# Mike Bryan
Michael Carl Bryan, detto Mike (Camarillo, 29 aprile 1978), è un ex tennista statunitense, 18 volte campione Slam in doppio.
Detiene il record maschile di titoli di doppio vinti nell'Era Open.
Lui e suo fratello gemello Bob sono considerati una delle migliori coppie di doppisti di tutti i tempi. Tra il 2012 e il 2013 la coppia raggiunge il Piccolo Slam (o Grande Slam Virtuale), ossia la vittoria di tutti e quattro i tornei consecutivamente, ma non nello stesso anno solare, bensì in due consecutivi (unica coppia maschile a riuscirci).

## Carriera
Diventato professionista nel 1998, insieme con il suo fratello gemello Bob, ha avuto molto successo in doppio, in cui detiene il record del maggior numero di titoli vinti nel maschile. Ha vinto 124 titoli di doppio (119 assieme al fratello, tre con Jack Sock, uno a testa con Bhupathi e Knowles), inclusi 18 titoli dello Slam (16 con Bob e 2 con Sock) in 32 finali a cui si devono aggiungere altri 4 successi su 6 finali ottenuti nel doppio misto. Nel 2005, lui e Bob arrivarono in finale in tutti e quattro i tornei dello Slam, cosa che è successa solo due volte nell'era Open.
Nel 2006 i fratelli Bryan vinsero Wimbledon e gli Australian Open. Nel 2007 si ripeterono con gli Australian Open. Nel 2008 vincono la medaglia di bronzo alle Olimpiadi di Pechino e nel 2012 quella d'oro alle Olimpiadi di Londra. In quest'ultima manifestazione, Mike vince anche la medaglia di bronzo nel doppio misto con la connazionale Lisa Raymond. Nel 2018, a causa di un infortunio all'anca di Bob, Mike partecipa a Wimbledon e agli US Open in coppia con Jack Sock e gli americani vincono entrambi gli Slam e si qualificano per le Finals, vincendole. A quarant'anni Mike ritorna numero uno del Mondo. Nel 2019 i fratelli annunciano l'intenzione di ritirarsi dopo gli US Open 2020. Nel 2020 i Bryan raggiungono gli ottavi di finale agli Australian Open e vincono il torneo di Delray Beach. Successivamente battono in Coppa Davis nella sfida Stati Uniti–Uzbekistan Denis Istomin e Sanjar Fayziev con il punteggio di 6-3 6-4. Scelgono però di non giocare gli US Open e si ritirano il 27 agosto. È il terzo tennista maschile per tornei del Grande Slam vinti nella storia.

## Finali nei tornei del Grande Slam

### Doppio

#### Vittorie (18)
| Anno | Torneo              | Compagno  | Avversari in finale                | Punteggio                  |
| 2003 | Open di Francia     | Bob Bryan | Paul Haarhuis Evgenij Kafel'nikov  | 7–6, 6–3                   |
| 2005 | US Open             | Bob Bryan | Jonas Björkman Maks Mirny          | 6–1, 6–4                   |
| 2006 | Australian Open     | Bob Bryan | Martin Damm Leander Paes           | 4–6, 6–3, 6–4              |
| 2006 | Wimbledon           | Bob Bryan | Fabrice Santoro Nenad Zimonjić     | 6–4, 4–6, 6–4, 6–2         |
| 2007 | Australian Open (2) | Bob Bryan | Jonas Björkman Maks Mirny          | 7–5, 7–5                   |
| 2008 | U.S. Open (2)       | Bob Bryan | Lukáš Dlouhý Leander Paes          | 7–6, 7–6                   |
| 2009 | Australian Open (3) | Bob Bryan | Mahesh Bhupathi Mark Knowles       | 2–6, 7–5, 6–0              |
| 2010 | Australian Open (4) | Bob Bryan | Daniel Nestor Nenad Zimonjić       | 6–3, 6(5)–7, 6–3           |
| 2010 | U.S. Open (3)       | Bob Bryan | Rohan Bopanna Aisam-ul-Haq Qureshi | 7–6, 7–6                   |
| 2011 | Australian Open (5) | Bob Bryan | Leander Paes Mahesh Bhupathi       | 6–3, 6-4                   |
| 2011 | Wimbledon (2)       | Bob Bryan | Robert Lindstedt Horia Tecău       | 6-3, 6-4, 7–6(2)           |
| 2012 | U.S. Open (4)       | Bob Bryan | Leander Paes Radek Štěpánek        | 6–3, 6-4                   |
| 2013 | Australian Open (6) | Bob Bryan | Robin Haase Igor Sijsling          | 6–3, 6-4                   |
| 2013 | Open di Francia (2) | Bob Bryan | Michaël Llodra Nicolas Mahut       | 6-4, 4-6, 7–6(4)           |
| 2013 | Wimbledon (3)       | Bob Bryan | Ivan Dodig Marcelo Melo            | 3-6, 6-3, 6-4, 6-4         |
| 2014 | U.S. Open (5)       | Bob Bryan | Marcel Granollers Marc López       | 6-3, 6-4                   |
| 2018 | Wimbledon (4)       | Jack Sock | Raven Klaasen Michael Venus        | 6-3, 6(7)–7, 6-3, 5-7, 7-5 |
| 2018 | U.S. Open (6)       | Jack Sock | Łukasz Kubot Marcelo Melo          | 6-3, 6-1                   |

#### Finali perse (14)
| Anno | Torneo              | Compagno  | Avversari in finale            | Punteggio                     |
| 2003 | US Open             | Bob Bryan | Jonas Björkman Todd Woodbridge | 7-5, 0-6, 5-7                 |
| 2004 | Australian Open     | Bob Bryan | Michaël Llodra Fabrice Santoro | 6(4)–7, 3-6                   |
| 2005 | Australian Open (2) | Bob Bryan | Wayne Black Kevin Ullyett      | 4-6, 4-6                      |
| 2005 | Wimbledon           | Bob Bryan | Stephen Huss Wesley Moodie     | 6(4)–7, 3-6, 7–6(2), 3-6      |
| 2005 | Open di Francia     | Bob Bryan | Jonas Björkman Maks Mirny      | 6-2, 1-6, 4-6                 |
| 2006 | Open di Francia (2) | Bob Bryan | Jonas Björkman Maks Mirny      | 7–6(5), 4-6, 5-7              |
| 2007 | Wimbledon (2)       | Bob Bryan | Arnaud Clément Michaël Llodra  | 7–6(5), 3-6, 4-6, 4-6         |
| 2009 | Wimbledon (3)       | Bob Bryan | Daniel Nestor Nenad Zimonjić   | 6(7)–7, 7–6(3), 6(5)–7, 3-6   |
| 2012 | Australian Open (3) | Bob Bryan | Leander Paes Radek Štěpánek    | 6(1)–7, 2-6                   |
| 2012 | Open di Francia (3) | Bob Bryan | Daniel Nestor Maks Mirny       | 4-6, 4-6                      |
| 2014 | Wimbledon (4)       | Bob Bryan | Vasek Pospisil Jack Sock       | 6(5)–7, 7–6(3), 4-6, 6-3, 5-7 |
| 2015 | Open di Francia (4) | Bob Bryan | Ivan Dodig Marcelo Melo        | 7–6(5), 6(5)–7, 5-7           |
| 2016 | Open di Francia (5) | Bob Bryan | Feliciano López Marc López     | 4-6, 7–6(6), 3-6              |
| 2017 | Australian Open (4) | Bob Bryan | Henri Kontinen John Peers      | 5-7, 5-7                      |

### Doppio misto

#### Vittorie (4)
| Anno | Torneo              | Compagna              | Avversari in finale              | Punteggio      |
| 2002 | US Open             | Lisa Raymond          | Katarina Srebotnik Bob Bryan     | 7–6(9), 7–6(1) |
| 2003 | Open di Francia     | Lisa Raymond          | Elena Lichovceva Mahesh Bhupathi | 6–3, 6–4       |
| 2012 | Wimbledon           | Lisa Raymond          | Elena Vesnina Leander Paes       | 6-3, 5-7, 6-4  |
| 2015 | Open di Francia (2) | Bethanie Mattek-Sands | Lucie Hradecká Marcin Matkowski  | 7–6(3), 6-1    |

#### Finali Perse (2)
| Anno | Torneo    | Compagna           | Avversari in finale            | Punteggio     |
| 2001 | Wimbledon | Liezel Huber       | Leoš Friedl Daniela Hantuchová | 6–4, 3–6, 2–6 |
| 2008 | Wimbledon | Katarina Srebotnik | Bob Bryan Samantha Stosur      | 5–7, 4 – 6    |